# Thalassoalaimus aquaedulcis
Thalassoalaimus aquaedulcis is een rondwormensoort uit de familie van de Oxystominidae.